# 4341 بوسيدون
4341 بوسيدون ( التسمية المؤقتة : 1987 KF{{{2}}} ) هو كويكب من النوع النادر يصنف كجسم قريب من الأرض من مجموعة أبولو ، ويبلغ قطره حوالي 2.3 كيلومتر (1.4 ميل) . تم اكتشافه بواسطة عالمة الفلك الأمريكية كارولين شوماكر من مرصد بالومار في 29 مايو 1987. تم تسمية الكويكب على اسم بوسيدون من الأساطير اليونانية.

## المدار والتصنيف
يدور بوسيدون حول الشمس على مسافة 0.6–3.1 وحدة فلكية مرة كل سنتين و 6 أشهر (908 يومًا). مداره له انحراف مركزي قدره 0.68 وميل قدره 12 درجة بالنسبة إلى مسار الشمس .
نظرًا لعدم اتخاذ أي إجراءات مبدئية ، بدأ قوس مراقبة الكويكب باكتشافه في عام 1987. قد يكون بوسيدون مرتبطًا بمجمع تاوريد من زخات النيازك. تبلغ مسافة تقاطع مدار الأرض الدنيا 0.1941 AU (29,000,000 كـم) ، وهو ما يعادل 75.6 مسافة قمرية .

## التسمية
تم تسمية هذا الكوكب الصغير على اسم "إله البحر"، بوسيدون ، أحد الأولمبيين الاثني عشر في الأساطير اليونانية . وكان يُشار إليه أيضًا باسم "هزاز الأرض" بسبب دوره في إثارة الزلازل، والتي كان يُعتقد آنذاك أنها ناجمة عن أمواج المحيط التي تضرب الشاطئ. كان شقيق زيوس (انظر 5731 زيوس ) ، وعدوًا للطرواديين في حرب طروادة . تم نشر أسمه بواسطة مركز الكواكب الصغيرة في 30 يناير 1991 ( M.P.C. 17656 ).

## خصائصه الفيزيائية
طبقا لــ تصنيف SMASS ، بوسيدون هو كويكب من النوع O.

### قطره و بياضه
يفترض رابط منحنى ضوء الكويكب بياضًا قدره 0.18 ، ويستنتج قطرًا يبلغ 2.32 كيلومترًا مع قدر مطلق يبلغ 15.65. اعتبارًا من عام 2017 لم يتم نشر أي تقديرات أخرى لقطره ودرجة بياضه.

### منحنيات الضوء
في عام 1998 نــٌشر منحنى الضوء الدوراني لكوكب بوسيدون من المشاهدات الضوئية التي أجراها عالم الفلك التشيكي بيتر برافيك في مرصد أوندريوف . وأعطت هذه المشاهدات فترة زمنية لدورانه حول نفسه قدرها 6.262 ساعة مع اختلاف في السطوع بمقدار 0.08 ( U=2 ).
تم الحصول على منحنى ضوء ثانٍ أثناء برنامج متابعة الأجسام القريبة من الأرض والذي أعطى فترة التناوب قدرها 6.2656 ساعة ومقدار بياض قدره 0.07 ( U=2 ). يشير التباين المنخفض في السطوع عادةً إلى أن الجسم ذو شكل كروي تقريبًا.

## اقرأ أيضا
- 54598 بينور كويكب
- تشيركلو 10199 كويكب

## روابط خارجية
- قاعدة بيانات منحنى ضوء الكويكبات (LCDB) ، نموذج الاستعلام ( المعلومات نسخة محفوظة 16 December 2017 على موقع واي باك مشين. )
- قاموس أسماء الكواكب الصغيرة ، كتب جوجل
- منحنيات دوران الكويكبات والمذنبات، CdR – مرصد جنيف، راؤول بهريند
- قالب:NeoDys
- قالب:ESA-SSA
- 4341 بوسيدون في قاعدة بيانات مختبر الدفع النفاث لأجرام النظام الشمسي الصغيرة

- الاكتشاف · مخطط المدار ·  العناصر المدارية · المعلمات المادية